# Ryan Brown (chef d'orchestre)
Pour les articles homonymes, voir Ryan Brown et Brown.
Ryan Brown (né en 1958) est un chef d'orchestre américain.

## Biographie
Ryan Brown naît en Californie, dans une famille de musiciens : sa mère était pianiste et son père était un pianiste et chef d'orchestre. Il bénéficie du contact d'un certain nombre de musiciens bien-connus qui jouent de la musique chez lui. Il pratique d'abord le violon et joue en tant que musicien de chambre, avant de se lancer dans la direction d'orchestre. Il est titulaire de diplômes de l'université Oberlin, à Cincinnati, et à la Juilliard School, où il étudie le violon avec de Dorothy DeLay. Il étudie la direction d'orchestre avec Gustav Meier àl'Institut Peabody de Baltimore.
En 1995, Brown fonde Les Violons de Lafayette — qui porte aujourd'hui le nom d'Opera Lafayette. Il en est depuis le directeur musical et le chef d'orchestre. L'ensemble se dédie à l'interprétation d'opéras de la période baroque et classique. Il s'est produit notamment au Kennedy Center, à Washington, au Lincoln Center, à New York. Ryan Brown et l'Opera Lafayette ont mis l'accent sur l'opéra français du XVIIIe siècle, par l'exécution d'œuvres de Charpentier, Rameau, Gluck, Lully et beaucoup d'autres. 
Avec l'Opera Lafayette, Brown a enregistré un certain nombre de disque pour le label Naxos dédiés à des œuvres de Gluck, Lully, Monsigny, Rameau et Rebel.